# Šempeter pri Gorici
Šempeter pri Gorici este un oraș din comuna Šempeter - Vrtojba, Slovenia, cu o populație de 3.865 de locuitori.

## Personalități născute aici
- Marta Kos (n. 1965), diplomat, politician.